# Zububa
Zububa (àrab: زبوبا, Zubūbā) és una vila palestina de la governació de Jenin, a Cisjordània, al nord de la vall del Jordà, 10 kilòmetres al nord-oest de Jenin. Segons el cens de l'Oficina Central Palestina d'Estadístiques (PCBS) tenia 2,124 habitants en 2007.